# Verkondigingskerk in het Kremlin
De Verkondigingskerk in het Kremlin (Russisch: Церковь Благовещения на Житном дворе) was een Russisch-orthodoxe Kerk aan de binnenmuur van het kremlin in Moskou. De kerk moet niet worden verward met de Annunciatiekathedraal in het kremlin, eveneens gewijd aan de Aankondiging van de Heer.

## Bouw
Aan de bouw is een overlevering verbonden uit de periode toen Ivan de Verschrikkelijke heerste. In een van de torens van het kremlin hield hij een ter dood veroordeelde gouverneur onschuldig gevangen. Dag en nacht bad de gouverneur tot God, de Moeder Gods en de heiligen. Op een nacht, midden in een droom, verscheen de Moeder Gods en zei hem dat hij de tsaar om gratie moest vragen. Echter de gouverneur gaf uit angst geen gehoor aan deze opdracht. Daarop verscheen de Maagd opnieuw in een droom en bood de gouverneur hulp en bescherming aan. Nu gaf de gouverneur gehoor aan de Moeder Gods en liet bij de tsaar om gratie vragen. Deze ontstak daarop in woede en eiste dat het vonnis direct werd voltrokken. Toen de bewakers de gouverneur wilden halen verscheen op de muur van de toren tegenover het koninklijk paleis het beeld van de Icoon van de Aankondiging. Ontsteld keerden de bewakers terug naar de tsaar en deden melding van wat zij zagen. De tsaar, die de ontsteltenis in de ogen van de bewakers kon aflezen, nam de boodschap serieus en begreep dat dit een teken moest zijn dat de gouverneur onschuldig was en gelastte hem onmiddellijk vrij te laten. Al spoedig ging het verhaal de ronde in Moskou en gelovigen kwamen bijeen om op de plek bij de toren een houten kapel ter ere van de Icoon van de Aankondiging te bouwen.
Hoe het ook zij, Tsarina Anna Ivanovna gaf in 1731 opdracht om op de plaats van de houten kapel een stenen kerk te bouwen. Het koor van de kerk werd gesitueerd op de plek waar de verschijning had plaatsgevonden. Architect Godfried Schädel bouwde een eenvoudig gebouw met schilddak en een kleine koepel erboven. De Annunciatietoren in de kremlinmuur vormde de klokkentoren. De windvaan werd van de toren gehaald en op de spits werd een Russisch kruis geplaatst. In de toren kwamen zeven klokken te hangen. De kerk bleef gevrijwaard van brandschade toen in 1737 een enorme stadsbrand binnen de muren van het kremlin woedde.
In 1891 werd de kerk gerestaureerd. Restauratoren waren zeer verrast dat de Icoon van de Aankondiging in al die jaren ondanks de vochtige omgeving niets aan helderheid van kleur had verloren. Bij de restauratie werd ook een kapel in de klokkentoren opgericht gewijd aan Johannes de Aalmoezenier, daarbij werden de oorspronkelijke schietgaten vergroot tot ramen.
Bij Moskovieten genoot de kerk ook bijzondere bekendheid wegens het bezit van het miraculeuze Icoon van de Gezegende Moeder Gods van de Onverwachte Vreugde.

## Sluiting
Na de bolsjewistische machtsovername vond een kaalslag van religieuze monumenten plaats. De Constantijn en Helena-kerk werd als eerste afgebroken. Het Hemelvaartklooster en het Tsjoedovklooster volgden in de jaren 1929-1930. In 1932 werd ook de Verkondigingskerk in de tuin Zjitnaja gesloopt. De kapel in de Aankondigingstoren werd vernietigd, het Russische kruis op de spits neergehaald en vervangen door een windwijzer. Tegenwoordig herinnert de naam van de toren aan het verwoeste heiligdom. De icoon van de Gezegende Moeder Gods van de Onverwachte Vreugde kon worden gered en bevindt zich tegenwoordig in de Eliakerk in Ostozjenka (Russisch: церкви Илии Обыденного на Остоженке).